# Варенье-пятиминутка
Варенье-пятиминутка — разновидность варенья с временем варки 5 минут. В отличие от джема, форма ягод сохраняется, они не развариваются.
Варенье-пятиминутку можно готовить из различных ягод: малины, абрикосов, клубники, черники.
Варенье-пятиминутка — варенье, сохраняющее больше витаминов чем обычное варенье; 70 % витаминов сохранятся, не развариваются плоды, требуется меньше сахара, и оно является полезным для здорового питания.
В отличие от варенья без варки, сохраняющего все витамины, но хранящегося не больше года, пятиминутка хранится до трёх лет.